# 西村綾子
西村 綾子（にしむら あやこ、1971年10月24日 - ）は、日本のフリーアナウンサー。愛知県名古屋市出身。身長166cm。かつてはタレントオフィスともだちに所属していたが、2011年時点での所属事務所は不明。2018年時点では事務所に所属していない。

## 来歴
地元の学校を卒業後、十六銀行・日本ロレックスでの勤務を経てタレントオフィスともだち名古屋オフィス（本社）に所属。名古屋オフィス所属時にはイベントや式典で司会を務めていたほか、日本テレビの『ズームイン!!朝!』で東海地方のお天気キャスターを担当していた。
東京オフィスへ移籍した後は関東地方を拠点に活動しており、トークショー・イベント・式典・記者発表会などで司会を務めている。中でも叶姉妹のトークショーには専属で司会に起用されている。2007年3月末からは日本テレビの『スッキリ!!』でリポーターを務めている。

## 過去の担当番組
- ズームイン!!朝! （日本テレビ、東海地方お天気キャスター）
- 宮地佑紀生の奥さまランチ（中京テレビ）
- 気分はビビデバビデブ（名古屋テレビ）
- スッキリ!! （日本テレビ、リポーター）
- ほか